# Hovhannes Tumanyan
Hovhannes Tumanyan (armensk: Հովհաննես Թադևոսի Թումանյան tr. Hovhannes Tadjosi Tumanyan ; født 19. februar 1869 i Dsegh, Guvernementet Tiflis, Russiske Kejserrige, død 23. marts 1923 i Moskva, USSR) var en armensk forfatter og aktivist.
Hovhannes Tumanyan er født i landsbyen Dsegh i provinsen Lori. I en ung alder flyttede Tumanyan til Tiflis.